# NU.nl
NU.nl is een Nederlandse nieuwswebsite die eigendom is van het mediabedrijf DPG Media uit Vlaanderen. De website heeft twee vaste politieke redacteuren in Den Haag. De hoofdredacteur van NU.nl is Lindsay Mossink, zij bekleedt deze functie sinds september 2023 als opvolgster van Gert-Jaap Hoekman. De uitgever is Erik van Gruijthuijsen / DPG Media.
NU.nl was onderdeel van het Finse mediaconcern Sanoma Media dat naast enkele tientallen gedrukte publicaties en websites ook de zoekmachine Ilse en portaalsite Startpagina.nl uitbaat. Eind 2019 werd de overname door DPG Media uit Vlaanderen van de Nederlandse activiteiten van Sanoma bekendgemaakt.

## Geschiedenis

### Oprichting
De site werd in 1999 opgericht en was indertijd de eerste nieuwswebsite in Nederland die 24 uur per dag nieuws publiceerde. Kees Zegers, Sacha Prins, Merien ten Houten en Robert Klep waren de oprichters. Joost Boermans en Charlotte van Berne waren de eerste eindredacteuren. De site startte als een joint venture van Ilse Media Groep b.v. en Virtual Industries Online Marketing Solutions b.v.
In 2001 kwam NU.nl in handen van Sanoma, door de verkoop van Ilse Media Groep door VNU.

### Na de overname door Sanoma
In 2002 trad Rogier Swagerman aan als hoofdredacteur. Samen met Bert Wiggers (uitgever) begon hij foto's van lezers te verzamelen. Deze foto's werden aangeboden aan persbureaus. In 2002 kwam NU.nl met een mobiele versie van de site. In 2006 werd Swagerman opgevolgd door Laurens Verhagen (voorheen redacteur bij Webwereld).
In 2007 kreeg de website verschillende subpagina's of extensies: NUsport voor sportnieuws en NUzakelijk voor financieel-zakelijk nieuws. De site begon commentaren van lezers te verzamelen. Op NUjij konden mensen vanaf die tijd reageren op nieuwsberichten en die zelf aandragen. Op NUfoto konden (amateur)fotografen foto's van gebeurtenissen insturen.
In 2008 werd een kaart ingevoegd (NUkaart) en later volgden meer uitbreidingen waarvan NU&toen en NUlive de belangrijkste waren. NU&toen was een steeds uitbreidende historische beeldbank waar dagelijks met oude foto's werd teruggegrepen op gebeurtenissen uit het verleden. NUlive is gemaakt om nieuws te filteren uit de grote stroom Nederlandse twitterberichten die dagelijks gepubliceerd wordt.
In 2009 werd een Duitse versie van NU.nl gelanceerd (dnews.de), gebaseerd op de Nederlandse. Deze werd in 2011 stopgezet wegens tegenvallende bezoekersaantallen. De website gaf in 2009 ook eenmalig een (gratis) krant uit ter gelegenheid van haar tienjarig bestaan.
In 2011 werd de vormgeving van NU.nl gewijzigd. De aanpassing werd gedaan om NU.nl leesbaarder te maken op grotere beeldschermen en om met de tijd mee te gaan. De belangrijkste NU-websites staan sindsdien boven in de website.
Op 18 november 2011 vertrok hoofdredacteur Laurens Verhagen wegens een intern meningsverschil. Verhagen werd op 1 mei 2012 opgevolgd door Wouter Bax, die afkomstig was van dagblad Trouw. Op 25 juni 2013 werd bekend dat Bax bij NU.nl zou vertrekken. Hij werd op 1 juli 2013 opgevolgd door Gert-Jaap Hoekman, die tot dat moment adjunct-hoofdredacteur was.
In september 2016 werden NUjij en NUfoto vervangen door NUjij 2.0. Hiermee verdween de mogelijkheid om openlijk reacties te plaatsen en over nieuwsartikelen te discussiëren. Met NUjij 2.0 konden lezers hun tekst, foto's, video's en verbeteringen rechtstreeks naar de redactie sturen. Anno 2019 was NUjij als reactieplatform weer actief en was er een knop voor lezersbijdragen.
In december 2017 begon NU.nl met het factchecken van nieuwsberichten op en voor Facebook. Deze samenwerking eindigde in 2019. Bijdragen van de politieke partijen PVV en FVD bleken door NU.nl als nepnieuws te worden beoordeeld, maar volgens Facebook was dit onterecht. Hoofdredacteur Gert-Jaap Hoekman van NU.nl was het daarmee oneens en stopte de samenwerking.
Vanaf februari 2019 werd het verboden op NU.nl om klimaatverandering te ontkennen en kritiek te leveren op het beleid. Reacties via NUjij waarin dit gebeurde werden verwijderd.
In 2022 concludeerde de Raad voor de Journalistiek dat NU.nl niet kritisch genoeg was naar de overheid tijdens de coronacrisis. Daarmee kon NU.nl de indruk wekken dat het dichter bij de instituties stond dan bij de samenleving. De website plaatste tot 2023 ook nieuwsberichten van regionale en lokale partners zoals AT5, NH Nieuws, De Bode en BredaVandaag.
NU.nl beschikt ook over de vacaturewebsite NUwerk.

## Amusement

### In de auto met
In de auto met is een amusementsvlog van NU.nl, gepresenteerd door Chris Helt. De vlogs vormen elk een autorit van tien tot vijftien minuten. Helt rijdt en ondervraagt een bekende Nederlander, die op de passagiersstoel zit. Vaak is de passagier net in het nieuws, doordat hij of zij een nieuw boek of programma uit heeft, of omdat er een controverse geweest is.